# 疏花葶苈
疏花葶苈（学名：Draba remotiflora）为十字花科葶苈属下的一个种。

## 扩展阅读
- 維基物種上的相關：疏花葶苈